# المالق (شينجيانغ)

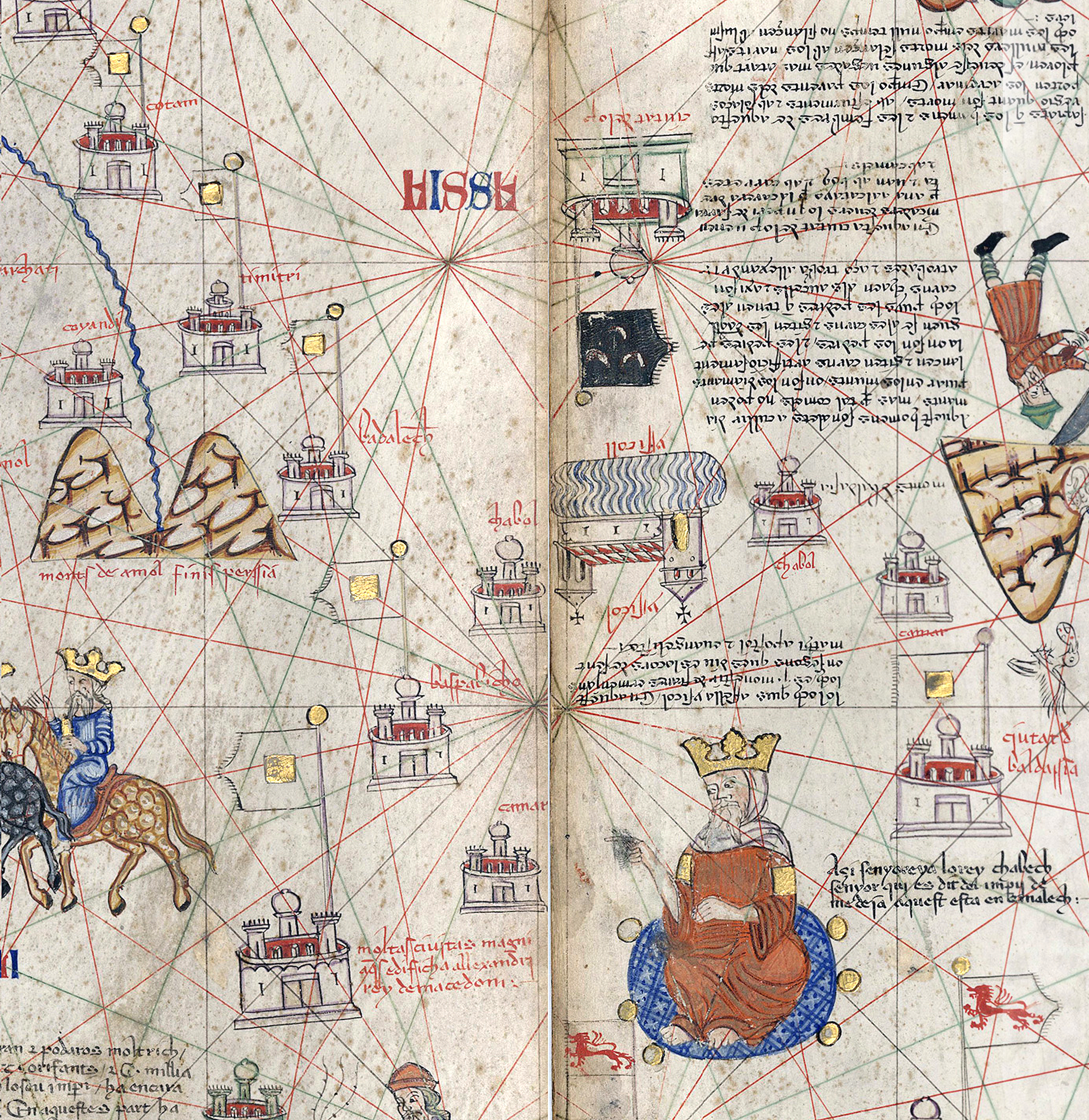
مملكة تشاغاتاي في الأطلس الكاتالوني (1375)

المالق (بالأويغورية: ئالمالىق)‏؛ (وبالصينية: 阿力麻里) (وبالبينيينية: Ālìmálǐ)،  كما تهجئ ارمالك ، المالك ،  المالج ،  المالغ و المارخ ، كانت مدينة من العصور الوسطى في حوض إيلي في مقاطعة هاوتشينغ الحالية، شينجيانغ، الصين على طول حدود كازاخستان. المدينة الحديثة المسماة أليمالي (阿 力 玛 里) في خورجاس، بجوار هووتشينج، ليس لها روابط تاريخية مع المدينة التي تعود للقرون الوسطى.
كانت المالق في الأصل إحدى مدن القرلوق في خانية غوك تورك. وهي معروفة من روايات المؤرخين الفارسيين والمسافرين الصينيين في العصر المغولي (القرن الثالث عشر إلى الخامس عشر)، ولا سيما من القرن الثالث عشر طاوية كيو تشوجي (تشانغ تشون).
وفقًا لملاحظات السفر لكبير مستشاري جنكيز خان ييلو تشوكاي، كانت مدينة المالق تقع بين جبال تيان شان ونهر إيلي. كان هناك العديد من أشجار التفاح حول المالق. أطلق عليهم السكان الأصليون اسم «المالق»، وبالتالي أطلقوا على المدينة الاسم.
تخبرنا رواية المؤرخ الفارسي أنه في عام 1211م، اعترف الأمير أوزار أمير الماليق بسيادة جنكيز خان. وقتل الملك في وقت لاحق على يد جورخان من الدولة القراخطائية. أمر جنكيز خان ابن الملك سكنك تكين بأن يخلفه كملك للمالق وأعطاه الابنة الوحيدة لابنه الأكبر جوجي خان للزواج. في عام 1219م، عندما قاد جنكيز خان مضيفه في حملته إلى بلاد فارس، تبعه سكنك تكين.
يوضح الزواج بين حاكم المالق وحفيدة جنكيز خان أهمية المدينة في ذلك الوقت. موطنًا لأشخاص من خلفيات عرقية وديانات متنوعة، أصبحت المدينة مركزًا إسلاميًا مهمًا تحت حكم تغلق تيمور، خان مغوليستان، من قرابة 1351م حتى 1363م. لا يزال من الممكن رؤية قبر تغلق تيمور في المدينة. كما تظهر النقوش وجود النسطوريين في المدينة في الربع الثالث من القرن الرابع عشر.
كما عمل عدد من المبشرين الكاثوليك في المالق في القرن الرابع عشر، بما في ذلك جيوفاني دي مارينيولي. مثله، توقف العديد من الأوروبيون في العصور الوسطى الصينية عند السفر. كانت المدينة تُعرف عادةً باسم «ارمالك» في حساباتهم. 
لا ينبغي الخلط بين مدينة المالق القديمة وأولماليق (والتي تُسمى تقليديًا «المالك»)، وهي مدينة التعدين الأوزبكية التي تأسست عام 1951.

### اقتباسات
1. ↑  Previously transcribed into Chinese as 阿爾馬立克, Ā'ěrmǎlì; 阿里马城, Ālǐmǎchéng; 阿里麻, Ālǐmá and 阿力马力, Ālìmǎlì.
2. 1 2 3  هنري يول, Cathay and the way thither: being a collection of medieval notices ..., Volume 2; pp 288, 321, 338, etc. نسخة محفوظة 22 سبتمبر 2016 على موقع واي باك مشين.
3. ↑  Emil Bretschneider: Medieval Researches, Vol 2, p33, Trubner Oriental Series, London, 1888. نسخة محفوظة 16 أبريل 2022 على موقع واي باك مشين.
4. ↑  Niu, loc. cit.
5. ↑  Encyclopædia Britannica, Olmaliq نسخة محفوظة 2015-01-20 على موقع واي باك مشين.

### فهرس
- دبليو بارثولد [مراجعة. بقلم ب. سبولر وأو.بريتساك] ، «المالاي»، موسوعة الإسلام ، الطبعة الثانية.
- نيو روجي، «نقوش نسطورية من الصين (القرنين الثالث عشر والرابع عشر)»، في ر. مالك، جينغجياو، كنيسة الشرق في الصين وآسيا الوسطى ، 2006.

## روابط خارجية
- دانيال وو، " المالق " (جامعة واشنطن)